# Ulricehamnsvägen, Stockholm

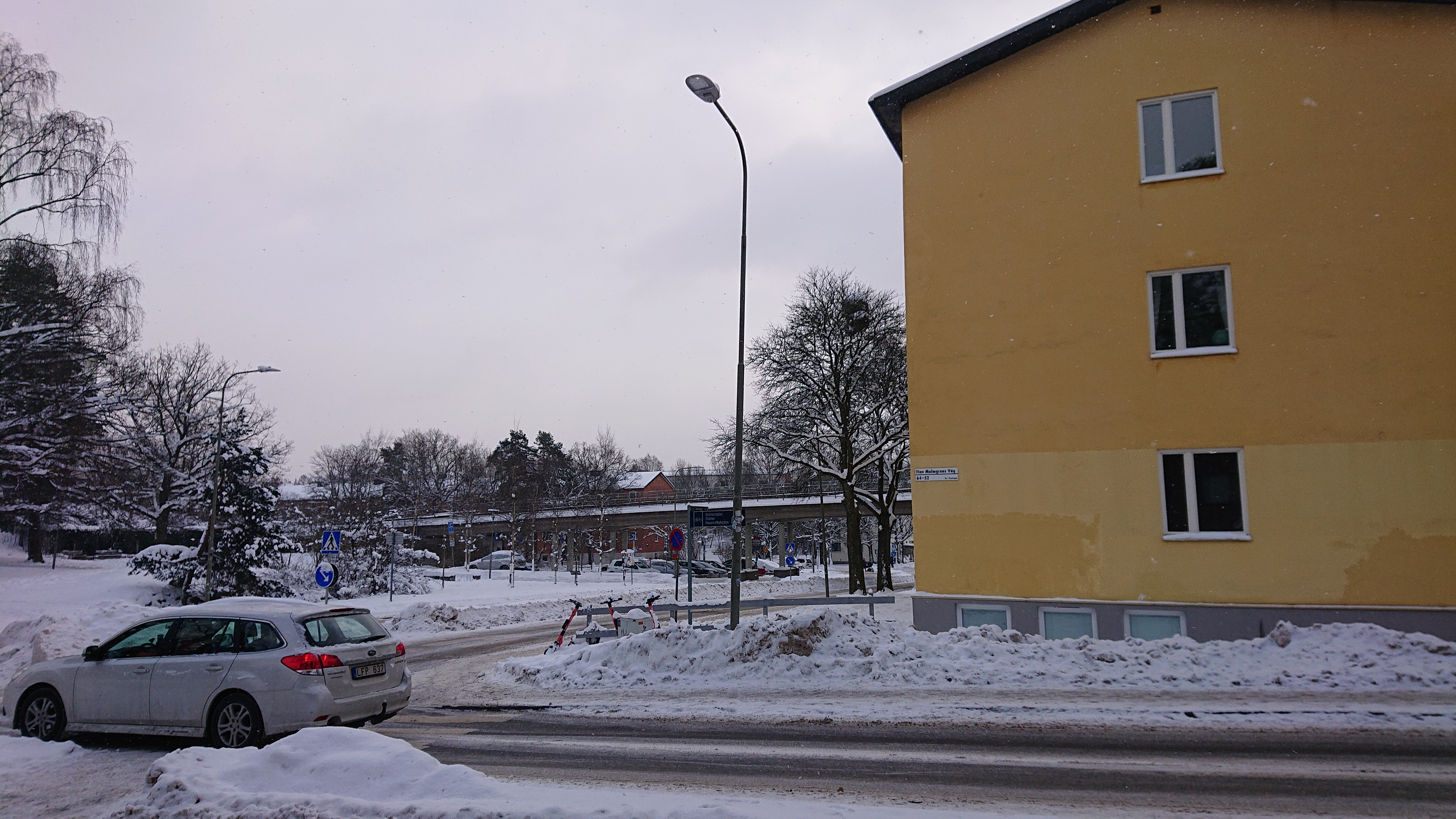
Korsningen Finn Malmgrens väg / Ulricehamnsvägen.

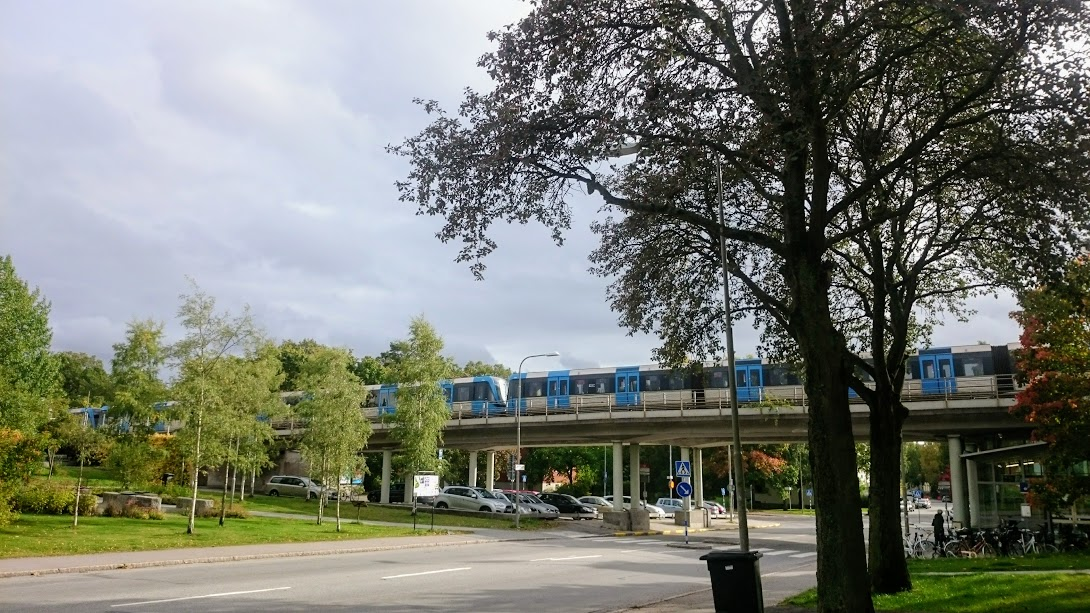
Tunnelbanan passerar.

Ulricehamnsvägen är en gata på gränsen mellan Hammarbyhöjden och Björkhagen i Stockholms ytterstad. Öster om Ulricehamnsvägen finns Willy Brandts park och i väster en av entréerna till Hammarbyhöjdens tunnelbanestation. Gatan har 121 39 Johanneshov som postort.
I norr korsar Finn Malmgrens väg och i söder Paternostervägen.
Ulricehamnsvägen fick sitt namn 1940 efter staden Ulricehamn i Västergötland.